# Imampur, Bidar
Imampur là một làng thuộc tehsil Bidar, huyện Bidar, bang Karnataka, Ấn Độ.